# Green Point

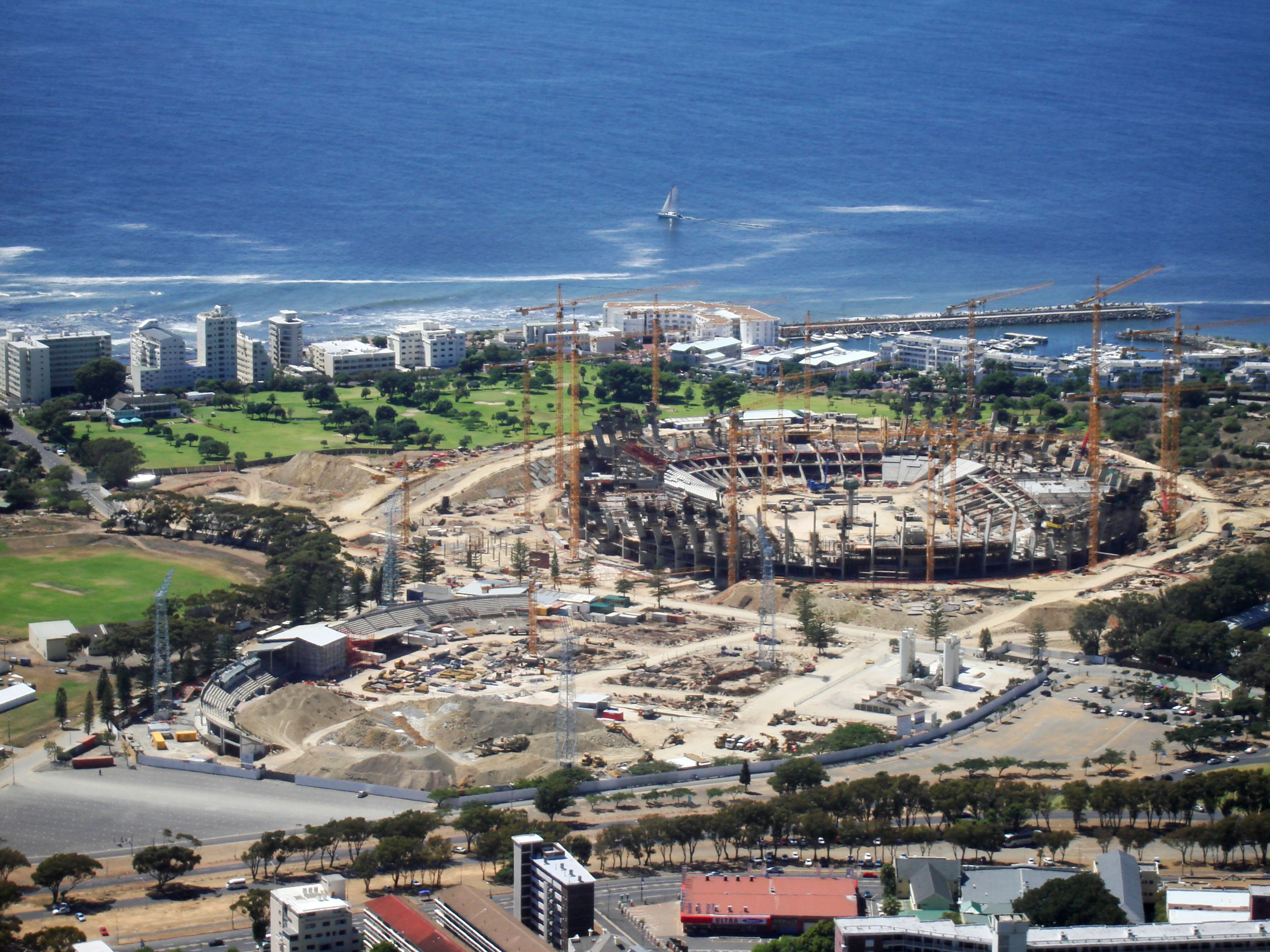
Il vecchio stadio demolito per fare posto al nuovo in occasione dei Mondiali di calcio Sudafrica 2010

Il Green Point è una zona di Città del Capo situata ai piedi della Signal Hill e vicina al Victoria & Alfred Waterfront, una delle mete turistiche più rinomate della città. Il Green Point si affaccia sull'Oceano Atlantico e si trova vicino alla City Bowl e al Sea Point. Nel Green point sorgerà l'omonimo stadio che verrà usato per i Mondiali di calcio Sudafrica 2010.